# توبو بارمان
توبو بارمان (20 ديسمبر 1994 ببنغلاديش - ) هو لاعب كرة قدم بنغلاديشي في مركز الدفاع. شارك مع منتخب بنغلاديش تحت 23 سنة لكرة القدم ومنتخب بنغلاديش لكرة القدم. أما مع النوادي، فقد لعب مع الشيخ رسل كريه شقرا ‏ وMohammedan SC (Dhaka) ‏.

## وصلات خارجية
- توبو بارمان على موقع إي إس بي إن إف سي (الإنجليزية)
- توبو بارمان على موقع قاعدة بيانات كرة القدم.إي يو (الإنجليزية)
- توبو بارمان على موقع ناشيونال فوتبول تيمز (الإنجليزية)
- توبو بارمان على موقع Soccerway.com (الإنجليزية)
- توبو بارمان على موقع عالم كرة القدم.نت (الإنجليزية)